# Harposporium sicyodes
Harposporium sicyodes är en svampart som beskrevs av Drechsler 1959. Harposporium sicyodes ingår i släktet Harposporium och familjen Clavicipitaceae.   Inga underarter finns listade i Catalogue of Life.